# Лептин (насеље)
Лептин (њем. Löptin) општина је у њемачкој савезној држави Шлезвиг-Холштајн. Једно је од 84 општинска средишта округа Плен. Према процјени из 2010. у општини је живјело 316 становника. Посједује регионалну шифру (AGS) 1057047.

## Географски и демографски подаци
Лептин се налази у савезној држави Шлезвиг-Холштајн у округу Плен. Општина се налази на надморској висини од 36 метара. Површина општине износи 9,1 km². У самом мјесту је, према процјени из 2010. године, живјело 316 становника. Просјечна густина становништва износи 35 становника/km².